# Смоленский район (Алтайский край)
Смоле́нский райо́н — административно-территориальное образование (сельский район) и муниципальное образование (муниципальный район) в Алтайском крае России.
Административный центр района — село Смоленское, расположено в 210 км от Барнаула.

## География
Рельеф в северной части пересеченный равнинный, в южной — холмистый, предгорный.
Площадь — 2033 км².
Климат континентальный. Средняя температура января −16°С, июля +20,2°С. Годовых атмосферных осадков — 630 мм. По территории района протекают реки: Обь, Катунь, Ануй, Песчаная, Каменка, Поперечка. Имеется более 20 озёр и прудов, наиболее крупные — озеро Комлево, Рогуличное, Захарово, Павлово. Растут: сосна, берёза, тополь, вяз, клён, ель, лиственница, облепиха, дуб, рябина, калина, осина и др.

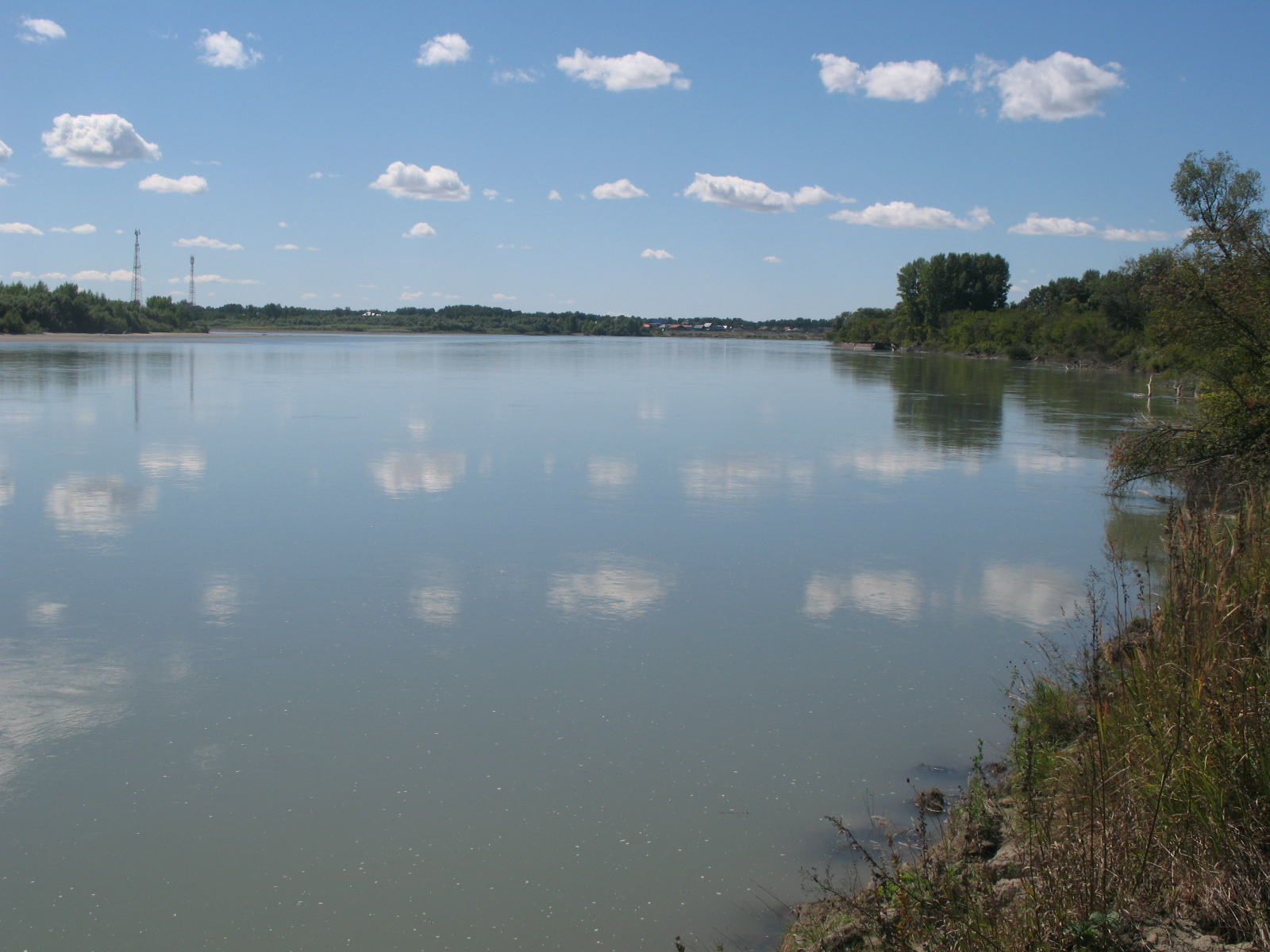
р. Катунь в Смоленском районе в 2 км выше от слияния с р. Бией

## История
Смоленский район образован 27 мая 1924 года. В 1924—1925 годах был в составе Бийского уезда Алтайской губернии, в 1925—1930 годах — в составе Бийского округа Сибирского края, в 1930—1937 годах — в составе Западно-Сибирского края. С 1937 года район в составе Алтайского края.

## Население
| 1959    | 1996    | 1997    | 1998    | 1999    | 2000    | 2001    |
| ------- | ------- | ------- | ------- | ------- | ------- | ------- |
| 35 766  | ↘27 301 | ↘26 600 | ↗26 701 | ↘26 600 | →26 600 | ↘26 501 |
| 2002    | 2003    | 2004    | 2005    | 2006    | 2007    | 2008    |
| ↘26 300 | ↘25 945 | ↘25 625 | ↗25 653 | ↘25 542 | ↗25 560 | ↗25 649 |
| 2009    | 2010    | 2011    | 2012    | 2013    | 2014    | 2015    |
| ↗25 914 | ↘23 955 | ↘23 860 | ↘23 744 | ↘23 595 | ↘23 367 | ↘22 902 |
| 2016    | 2017    | 2018    | 2019    | 2020    | 2021    |         |
| ↘22 498 | ↘22 017 | ↘21 711 | ↘21 409 | ↘20 879 | ↗20 911 |         |

### Национальный состав[16]
| национальность | мужчин | женщин | всего  | %    |
| -------------- | ------ | ------ | ------ | ---- |
| русские        | 11 244 | 13 046 | 24 290 | 93,3 |
| немцы          | 403    | 443    | 846    | 3,25 |
| украинцы       | 119    | 131    | 250    | 0,96 |
| цыгане         | 43     | 58     | 101    | 0,39 |
| армяне         | 51     | 48     | 99     | 0,38 |
| татары         | 44     | 30     | 74     | 0,28 |
| белорусы       | 38     | 29     | 67     | 0,26 |
| азербайджанцы  | 39     | 26     | 65     | 0,25 |
| итого:         | 12 104 | 13 929 | 26 033 | 100  |

## Административно-муниципальное устройство
Смоленский район с точки зрения административно-территориального устройства края включает 9 административно-территориальных образований — 9 сельсоветов.
Смоленский муниципальный район в рамках муниципального устройства включает 9 муниципальных образований со статусом сельских поселений:
| № | Сельское поселение         | Административный центр | Количество населённых пунктов | Население (чел.) | Площадь (км²) |
| - | -------------------------- | ---------------------- | ----------------------------- | ---------------- | ------------- |
| 1 | Ануйский сельсовет         | село Ануйское          | 2                             | ↘901             | 192,28        |
| 2 | Верх-Обский сельсовет      | посёлок Верх-Обский    | 9                             | ↘2244            | 174,45        |
| 3 | Кировский сельсовет        | посёлок Кировский      | 6                             | ↘1522            | 185,01        |
| 4 | Линёвский сельсовет        | посёлок Линёвский      | 4                             | ↘1466            | 145,25        |
| 5 | Новотырышкинский сельсовет | село Новотырышкино     | 2                             | ↘1673            | 193,65        |
| 6 | Смоленский сельсовет       | село Смоленское        | 3                             | ↗8398            | 284,10        |
| 7 | Солоновский сельсовет      | село Солоновка         | 2                             | ↘1227            | 236,85        |
| 8 | Сычёвский сельсовет        | село Сычёвка           | 2                             | ↘2096            | 487,43        |
| 9 | Точилинский сельсовет      | село Точильное         | 1                             | ↘1164            | 123,89        |

В 2010 году Сычёвский и Черновский сельсоветы объединены в Сычёвский сельсовет. В 2011 году Первомайский и Смоленский сельсоветы объединены в Смоленский сельсовет.

### Населённые пункты
В Смоленском районе 31 населённый пункт:

| Смоленское    | ↘7992 |
| Сычёвка       | ↗2142 |
| Новотырышкино | ↗1880 |
| Солоновка     | ↘1268 |
| Точильное     | ↘1164 |
| Линёвский     | ↗1126 |
| Кировский     | ↘1101 |
| Верх-Обский   | ↗1010 |
| Ануйское      | ↘844  |
| Усть-Катунь   | ↘461  |
| Катунское     | ↘444  |

| Первомайское    | ↘388 |
| Черновая        | ↘259 |
| Александровка   | ↘256 |
| Старотырышкино  | ↘247 |
| Маточный        | ↗235 |
| Песчаное        | ↘226 |
| Набережный      | ↗224 |
| Красный Городок | ↘199 |
| Заречный        | ↘182 |
| Красный Маяк    | ↘144 |
| Молочный        | ↘140 |

| Раздольный | →134 |
| Степное    | →125 |
| Речной     | ↘120 |
| Ленинское  | ↘111 |
| Иконниково | ↘79  |
| Кирпичный  | ↘69  |
| Южный      | ↗69  |
| Нефтебаза  | →25  |
| Михайловка | ↘2   |

Самым старым населённым пунктом является село Катунское (основано в 1712 году), самым молодым — посёлок Нефтебаза (основан в 1970 году).

## Органы власти
Глава администрации
- Константин Габов — с 23 ноября 2012 года. Контракт на 5 лет. Ушёл в отставку по собственному желанию осенью 2014 года[23].

## Экономика
Экономическая ситуация в районе, в целом, позитивная. Основное направление экономики — сельское хозяйство. Основная отрасль — растениеводство с развитым животноводством, развивается пантовое оленеводство. В предгорьях активно развивается туризм. Действующие предприятия в большей части рентабельны и создают достаточное количество рабочих мест.

## Транспорт
По территории района проходят автомобильные трассы: «Бийск — Белокуриха», «Бийск — Алейск».

## Известные люди
- Коньшаков, Андрей Степанович (1909, село Старотырышкино — 1982) — участник Великой Отечественной войны, Герой Советского Союза